# Họ Mộc thông
Họ Mộc thông hay họ Luân tôn (danh pháp khoa học: Lardizabalaceae) là một họ nhỏ của thực vật có hoa.
Họ này được các nhà phân loại học công nhận rộng khắp, bao gồm cả hệ thống APG II năm 2003 hay hệ thống APG năm 1998, trong đó người ta đặt nó vào trong bộ Mao lương (Ranunculales) của nhánh thực vật hai lá mầm thật sự.
Họ này bao gồm khoảng 9-10 chi với khoảng 30-50 loài cây thân gỗ, bao gồm các loại dây leo và cây bụi. Lá của chúng mọc so le, thường là lá kép (chân vịt là phổ biến), với các lá chét hình gối. Hoa thường có dạng cành hoa rủ xuống.
Chúng được tìm thấy tại miền đông châu Á, từ Himalaya tới Nhật Bản, ngoại trừ hai chi Lardizabala và Boquila có nguồn gốc từ miền nam Nam Mỹ (Chile, chi Boquila cũng có tại miền tây Argentina).

## Các chi
- Akebia: Mộc thông, kế bia, tam diệp mộc
- Archakebia (đôi khi được gộp chung trong chi Holboellia): Mộc thông đài hoa dài
- Boquila
- Decaisnea: Thạp tử, miêu nhân thỉ
- Holboellia: Hòn bon, ngưu mỗ qua
- Lardizabala
- Parvatia: Bạt hoa
- Sargentodoxa (đôi khi được tách ra thành họ riêng là Sargentodoxaceae): Đại huyết đằng (huyết đằng, hồng đằng, thuyết đằng, đại hoạt huyết, huyết thông, đại huyết thông)
- Sinofranchetia: Xuyến quả đằng
- Stauntonia: Luân tôn, dã mộc qua.